# Esteban Coronado
Pour les articles homonymes, voir Coronado.
Le Général Esteban Coronado était un militaire mexicain né à Mineral de Jesús María, dans l'État de Chihuahua, en 1832. En 1848 il a terminé ses études de philosophie. En 1856 il a reçu le titre d'avocat, et la nomination de Juge de district. Il a été incarcéré lorsqu'il a prononcé un discours contre l'administration  civique lors des fêtes patriotiques du 16 septembre.

## Militaire
À Teololotlán, il bat Leonardo Márquez, en se distinguant dans la Bataille de Juanacatlán. À Atequiza il lutte contre les forces de Miguel Miramón avec seulement 600 hommes. Puis il prend Irapuato. Il conduit avec succès un corps expéditionnaire à Zacatecas, stationne à Durango où il est gouverneur pendant quelques mois entre juillet et septembre 1858, et arrive par la Sierra Madre occidentale au Sinaloa d'où il sort vainqueur à Los Mimbres en prenant d'assaut Mazatlán. 
Dans une bataille qui se déroule entre Guadalajara et La Cruz, le général Coronado est blessé à une jambe. Les médecins lui disent alors que s'il conserve la jambe il pourrait rester pour diriger la campagne après des soins de 6 mois, mais qu'en lui amputant il ne suffirait que d'un mois de rétablissement pour reprendre le commandement de sa division. Sans plus y méditer il déclare : "Ma jambe manquera au général Coronado, mais mon temps manque à la patrie". L'opération n'est pas un succès et il meurt quelques jours après.